# Cordillera Oriental, Kolumbija
Cordillera Oriental (Vzhodna kordiljera) je najširša od treh vej v Andski naravni regiji. Območje se razteza od juga proti severu in se deli od Kolumbijskega masiva (špansko Macizo Colombiano) v departmaju Huila do departmaja Norte de Santander, kjer se razdeli na Serranía del Perijá in Cordillera de Mérida v venezuelskih Andih. Najvišji vrh je Ritacuba Blanco na 5410 m v Sierra Nevada del Cocuy.

## Geografija
Zahodni del Cordillera Oriental pripada porečju reke Magdalene, vzhodni del pa porečja rek Amazonke, Orinoka in Catatumbo. Znotraj nje izstopata Altiplano Cundiboyacense in Sierra Nevada del Cocuy (z edinimi zasneženimi vrhovi v tem gorovju). Gorovje vsebuje največ páramojev na svetu.

## Zgodovinska dejstva
Od leta 1810 je bilo v podkraljestvu Nova Granada (zdaj Kolumbija) ustanovljenih več avtonomnih in neodvisnih odborov, ki so postali znani kot Gritos independentistas. Ko je Ferdinand VII. ponovno pridobil oblast v Španiji, je leta 1815 poslal odpravo za ponovno osvajanje. Ponovno ustanovljeno podkraljestvo je ostro kaznovalo Kreole, domoljube, ki so sodelovali v vstajah in utrdil režim terorja pod poveljstvom podkralja Juana de Sámana.
Več domoljubnih skupin je preživelo, bodisi kot gverilci bodisi z oblikovanjem velikih vojsk na območjih, kot je Llanos. Leta 1819 se je vojska z ravnic, ki sta ji poveljevala Simón Bolívar in Francisco de Paula Santander, povzpela na gorovje skozi Páramo de Pisba in premagala kraljevsko vojsko v bitkah pri Pantano de Vargas in mostu Boyacá v mestu Tunja, na ta način je nastala Velika Kolumbija (danes znana kot Republika Kolumbija).

## Zavarovana območja
V Cordillera Oriental so naslednja zavarovana območja::
- Narodni park Chicamocha
- Narodni naravni park Catatumbo Barí
- Narodni naravni park Cordillera de los Picachos
- Narodni naravni park Cueva de los Guácharos
- Narodni naravni park Chingaza
- Narodni naravni park Pisba
- Narodni naravni park Serranía de los Yariguíes
- Narodni naravni park Sierra Nevada del Cocuy
- Narodni naravni park Sumapaz
- Narodni naravni park Tamá
- Edinstveno naravno območje Los Estoraques
- Zavetišče favne in flore Guanentá Alto Río Fonce
- Zavetišče favne in flore Iguaque
- Zaščiteni gozdni rezervat El Malmo - Tunja
- Jama Guácharos

## Gore
Nekatere gore v pogorju Cordillera Oriental:
- Ritacuba Blanco (5410 m)
- Páramo de Sumapaz (4306 m)
- Pico Sin Nombre,San Juanito Meta (4100 m)

Páramo de Pisba (3906 m)
Páramo de Choachí (3870 m)
Cerro Pintado (3600 m)
Páramo de Cruz Verde (3500 m)
Macizo Colombiano (3250 m)
- Prehod Osvobodilne vojske skozi Páramo de Pisba, delo Francisca Antonia Cana, 1922.
- Ritacuba Blanco
- Páramo de Guerrero v Cundinamarci.
- Río Suárez v Santanderju.
- Salto del Tequendama.
- Vode Lagune de Tota.